# Środki ochronne rynku Unii Europejskiej
Środki ochrony rynku Unii Europejskiej mają na celu ochronę rynku Unii Europejskiej, a także unijnych producentów. Środki ochronne można najogólniej podzielić na środki antydumpingowe, środki antysubsydyjne oraz środki ochrony przed nadmiernym przywozem. Środki ochronne wprowadzane są na podstawie postępowania przeprowadzonego przez Komisję Europejską. Wyróżniane są cztery rodzaje postępowań:
- 1)	Postępowanie podstawowe dla towarów, które nie były objęte nigdy środkami ochronnymi rynku.
- 2)	Postępowanie przeglądowe (expiry review) w celu przedłużenia działania danego środka.
- 3)	Postępowanie weryfikacyjne (interim review) w celu zmiany wysokości danego środka.
- 4)	Postępowanie rewizyjne (new exporter review) gdy pojawia się nowy eksporter danego towaru.

Wszystkie środki ochronne stosowane są dodatkowo oprócz obowiązującej taryfy celnej.
Środki antydumpingowe mają zastosowanie, gdy kraj spoza Unii Europejskiej stosuje dyskryminację cenową (dumping), a przemysł unijny zwróci się z taką prośbą do Komisji Europejskiej.
Środki antysubsydyjne mają zastosowanie, gdy kraj spoza Unii Europejskiej stosuje cła specyficzne, które szkodzą interesowi unijnych producentów.
Środki ochrony przed nadmiernym przywozem mają zastosowanie, gdy nagły wzrost importu staje się niebezpieczny dla któregoś z państw Unii Europejskiej.